# Río Yantra
El río Yantra (en búlgaro: Янтра) es un río en Bulgaria septentrional, un afluente por la derecha del Danubio. Tiene 285 km de largo, es el tercer tributario búlgaro del Danubio por longitud y tiene una cuenca hidrográfica de 7.862 km².

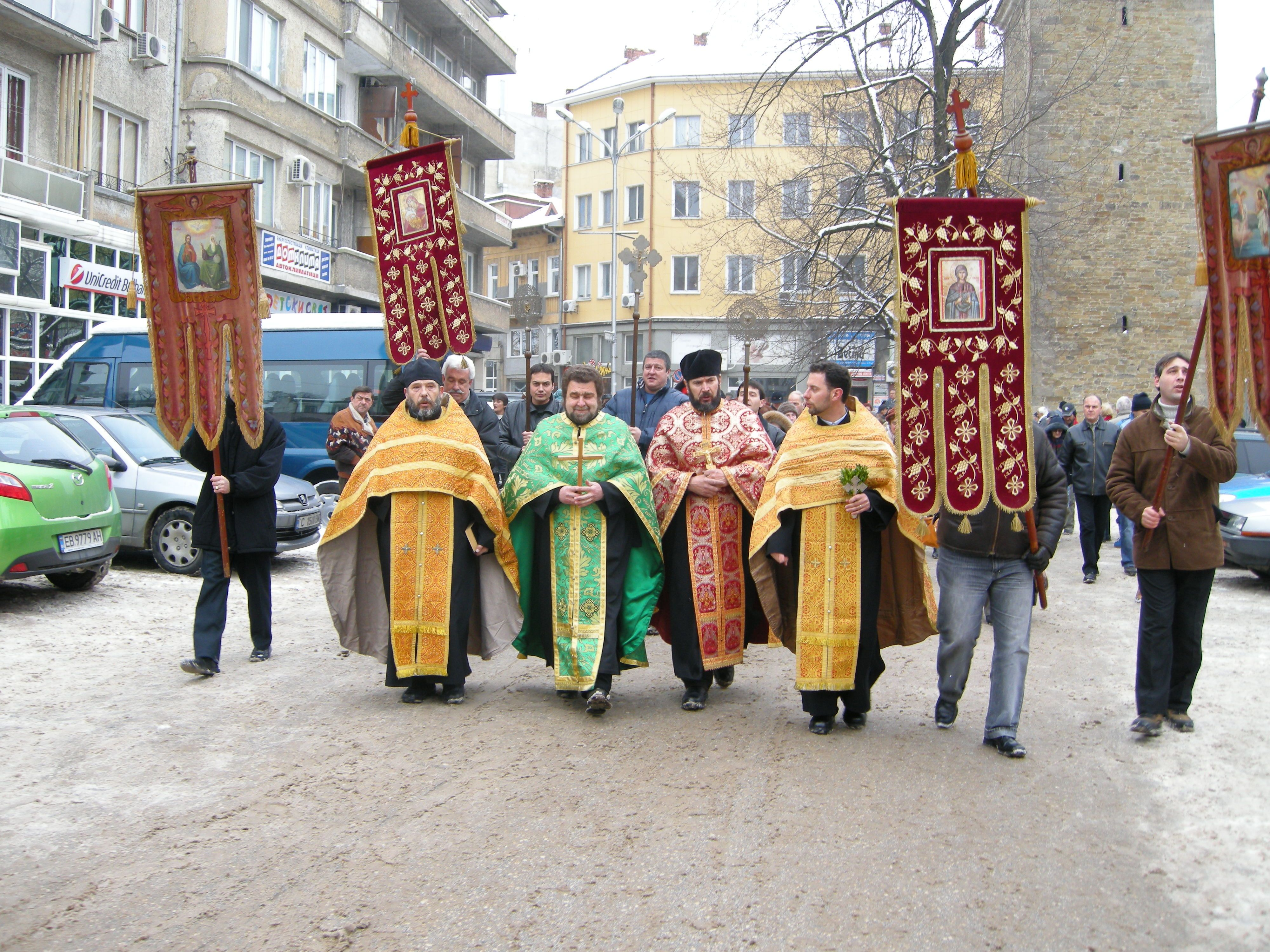
Crucesión de la Epifanía ortodoxa búlgara en Gabrovo. Los sacerdotes van a lanzar una cruz de madera al Jantra. Los creyentes luego se lanzarán a las aguas heladas para "salvar" la cruz.

El Jantra tiene su fuente al pie septentrional del pico Hadzhi Dimitar en Stara Planina Central, a 1.340 m. En su curso superior, a menudo se le llama Etar (Етър), su nombre más antiguo. El río fluye al Danubio cerca de Svishtov.
Un rasgo especial del río son las muchas gargantas que forma en su recorrido por la zona balcánica anterior, estando la más grande cerca de Veliko Tarnovo, con 7 km de longitud, aunque actualmente es dos veces más grande debidos a los muchos giros del río.
Las principales ciudades del río son Gabrovo, Veliko Tarnovo, Gorna Oryahovitsa, Polski Trambesh y Byala, cerca del cual está el famoso puente Belenski most sobre el Jantra.
El río se cree que toma su nombre de la palabra tracia "yatrus", que significa "que gira".

## Honor
La Caleta Yantra en la isla Livingston en las islas Shetland del Sur, Antártida recibe su nombre del río Jantra.